# Душан Вукотич
Душан Вукотич (хорв. Dušan Vukotić; 7 лютого 1927, Білеча — 8 липня 1998, Загреб) — хорватський режисер.
Вивчав архітектуру у Загребі. У 1950 році розпочав роботу у кіно. Режисер мультиплікаційних фільмів: «Ковбой Джиммі» (1957), «Корова на Місяці» (1959), «Пікколло» (1960), «Сурогат» (1961), «Гра» (1963) та інших.
Один з найбільших діячів югославського кіномистецтва, представник так званої Загребської школи у мультиплікаційному кіно, що характеризується широким використанням засобів сучасного образотворчого мистецтва, особливо графіки. Фільмам Вукотича присуджувалися премії на багатьох міжнародних кінофестивалях.